# ガイウス・ウァレリウス・ポティトゥス
ガイウス・ウァレリウス・ポティトゥスまたはガイウス・ウァレリウス・ポティトゥス・フラックス（ラテン語: Gaius Valerius Potitus (Flaccus)、生没年不詳）は紀元前4世紀の共和政ローマの政治家。紀元前331年に執政官（コンスル）、紀元前329年に按察官（アエディリス）を務めた。

## 出自
パトリキであるウァレリウス氏族の出身。父も祖父もプラエノーメン（第一名、個人名）はルキウスである。父は紀元前393年と紀元前392年の執政官で執政武官を五度務めたルキウス・ウァレリウス・ポティトゥスと思われる。紀元前331年のマギステル・エクィトゥム（騎兵長官）であるルキウス・ウァレリウス・ポティトゥスは兄弟。ポティトゥスはおそらくはウァレリウス・フラックス家の創始者と思われる。

## 経歴
ポティトゥスは紀元前331年に執政官に就任。同僚執政官はマルクス・クラウディウス・マルケッルスであった。この年に、多くのローマの著名人が病死し、その症状は類似していた。一人の女性奴隷が毒殺であると証言したため、ポティトゥスは毒殺された夫の妻170人前後を死刑としている。当初これらの死は疫病によると考えられたため、それを鎮める釘打ちの儀式のために独裁官（ディクタトル）にグナエウス・クィンクティリウス・ウァルス、騎兵長官にルキウス・ウァレリウス・ポティトゥスが任じられたが、儀式後直ぐに辞職した。
紀元前329年にポティトゥスは按察官に就任。任期中にマルクス・フラウィウス（後に護民官）を姦通罪で告訴した。裁判中にフラウィウスは正気を失い、ポティトゥスが破滅しない限り、有罪でも無罪でも構わないと主張した。結果ポティトゥスはフラウィウスを有罪にすることができなかった。

## 参考資料
- ウァレリウス・マクシムス『有名言行録』
- ティトゥス・リウィウス『ローマ建国史』